# Масі Ока
Масайорі (Масі) Ока (яп. 岡政偉 Масайорі Ока) — американський і японський актор, бере участь у створенні спецефектів до фільмів. Найбільш відомий за роллю Хіро Накамури з серіалу «Герої».

## Біографія
Масі Ока народився в Токіо, Японія. Його батьки розлучилися, коли Масі був один місяць; він був вихований однією матір'ю і ні разу не бачив батька. Ока разом з матір'ю переїхав до США у віці шести років. У 1997 році Масі закінчив Браунський університет.

## Особисте життя
Масі Ока говорить японською, англійською та іспанською. Він захоплюється кендо, відеоіграми, а також любить дивитися романтичні комедії, грати на фортепіано і співати.

## Фільмографія
| Рік       |    | Українська назва                                   | Оригінальна назва                          | Роль                       |
| --------- | -- | -------------------------------------------------- | ------------------------------------------ | -------------------------- |
| 2001      | с  | Дарма і Ґрег                                       | Dharma & Greg                              | Нін-Джин                   |
| 2001      | с  | Громадянин Бейнс                                   | Citizen Baines                             | Стаффер Ден                |
| 2001      | с  | Дівчата Гілмор                                     | Gilmore Girls                              | студент                    |
| 2002      | с  | Так, любий                                         | Yes, Dear                                  | Камінь, який говорить      |
| 2002      | с  | Сабріна — юна відьма                               | Sabrina, the Teenage Witch                 | член Ради                  |
| 2002      | ф  | Остін Паверс: Ґолдмембер                           | Austin Powers in Goldmember                | японець-пішохід            |
| 2002—2004 | с  | Клініка                                            | Scrubs                                     | Франклін                   |
| 2003      | ф  | Ах Ох                                              | Uh Oh!                                     | азіат                      |
| 2003      | ф  | Білявка в законі 2                                 | Legally Blonde 2: Red, White & Blonde      | інтерн                     |
| 2003      | с  | Л'юїс                                              | Luis                                       | Дінг Ву                    |
| 2004      | ф  | А ось і Поллі                                      | Along Came Polly                           | Вонсак                     |
| 2004      | ф  | Велика ніч Честера                                 | Chester's Big Night                        | тато                       |
| 2005      | ф  | Гордість сімейного кіно                            | The Proud Family Movie                     | японський хлопчик, озвучка |
| 2005      | ф  | Дім мертвих 2                                      | House of the Dead 2                        | Стенлі Тонг                |
| 2005      | ф  | Бог носить мою нижню білизну                       | God Wears My Underwear                     | Брат Іо, озвучка           |
| 2005—2008 | с  | Ріно 911!                                          | Reno 911!                                  | японський турист           |
| 2006      | ф  | Один герой Сена                                    | One Sung Hero                              | Кей Джей                   |
| 2006      | с  | Джої                                               | Joey                                       | Артур                      |
| 2006—2010 | с  | Герої                                              | Heroes                                     | Хіро Накамура              |
| 2007      | ф  | Джейн Доу: Нерозривні зв'язки                      | Jane Doe: Ties That Bind                   | агент Осака                |
| 2007      | ф  | Кулі люті                                          | Balls of Fury                              | Джеф                       |
| 2008      | ф  | Підвищення                                         | The Promotion                              | рієлтор                    |
| 2008      | ф  | Будь кмітливим                                     | Get Smart                                  | Брюс                       |
| 2008      | ф  | Будь кмітливим. Брюс і Ллойд вийшли з-під контролю | Get Smart's Bruce and Lloyd Out of Control | Брюс                       |
| 2009      | ф  | Запали цього літа!                                 | Fired Up!                                  | Орел                       |
| 2009      | ф  | Дейв Нолл знаходить свою душу                      | Dave Knoll Finds His Soul                  | Дейв Нолл                  |
| 2010—2019 | с  | Гаваї 5.0                                          | Hawaii Five-0                              | доктор Макс Бергман        |
| 2011      | ф  | Пошук Санні                                        | Searching for Sonny                        | Санні                      |
| 2011      | ф  | Друзі по сексу                                     | Friends with Benefits                      | пасажир в літаку           |
| 2013      | ф  | Джобс                                              | Jobs                                       | Кен Танака                 |
| 2015      | с  | Герої: Відродження                                 | Heroes Reborn                              | Хіро Накамура              |
| 2017      | ф  | Зошит смерті                                       | Death Note                                 | детектив Сасакі            |
| 2018      | ф  | Мег                                                | The Meg                                    | Тоші                       |
| 2019      | мф | Шпигуни під прикриттям                             | Spies in Disguise                          | Кацу Кімура (голос)        |
| 2022      | ф  | Швидкісний поїзд                                   | Bullet Train                               | провідник                  |
| 2023      | мс | Блакитноокий самурай                               | англ. Blue Eye Samurai                     | Рінго                      |

## Нагороди та номінації
| премія           | Категорія                                                                | рік  | Фільм / Телесеріал | підсумок  |
| ---------------- | ------------------------------------------------------------------------ | ---- | ------------------ | --------- |
| «Золотий глобус» | Найкраща чоловіча роль другого плану серіалу, мінісеріалу або телефільму | 2007 | Герої              | Номінація |
| «Еммі»           | Найкращий актор другого плану в драматичному телесеріалі                 | 2007 | Герої              | Номінація |
| «Сатурн»         | Найкращий телеактор другого плану                                        | 2007 | Герої              | Перемога  |
| «Сатурн»         | Найкращий телеактор другого плану                                        | 2008 | Герої              | Номінація |